# Ivan Vasziljovics Ivancso
Ivan Vasziljovics Ivancso (cirill betűkkel: Іван Васильович Іванчо; Munkács, 1946. július 4.) ukrán közgazdász és politikus. 1998–2001 között a Kárpátontúli Területi Tanács elnöke, 2002-től 2006-ig a Mi Ukrajnánk képviselőjeként az Ukrán Legfelsőbb Tanács tagja. 2008–2011 között Ukrajna nyíregyházi főkonzulja. Munkács díszpolgára.

## Életrajza
Munkácson született 1946-ban vasúti tisztviselő családba. 1953-tól 1964-ig a munkácsi 20. sz. iskolában tanult. 
1964 szeptember és 1965 októbere között lakatosként dolgozott a munkácsi Kirov Szerszámgépgyárban. 1965 októberétől katonai szolgálatét töltötte a Szovjet Hadseregben a Csernyihivi területen.

## Magánélete
Felesége Halina Hrihorivna (sz. 1952), könyvelőként dolgozott. Fia Olekszij Ivanovics Ivancso (sz. 1975. február 12.) vállalkozó, számos cég tulajdonosa, 2000–2023 között a Kárpátontúli Területi Tanács képviselője volt A Nép Szolgája párt tagjaként. Lánya Natalija Ivanyivna Ivancs (sz. 1980).